# Nueva Zelanda en los Juegos Paralímpicos de Geilo 1980
Nueva Zelanda estuvo representada en los Juegos Paralímpicos de Geilo 1980 por tres deportistas masculinos. El equipo paralímpico neozelandés no obtuvo ninguna medalla en estos Juegos.